# Эгль (округ)
Эгль (фр. District d’Aigle) — округ в швейцарском кантоне Во.

## География
Округ Эгль находится в юго-западной части Швейцарии и в юго-восточной части кантона Во, восточнее Женевского озера. Площадь его составляет 434,85 км². Численность населения округа равна 45 376 человек (на 2017 год). Плотность населения — 104,3 чел./км². Главный город — Эгль.

## Административное деление
С 1 января 2008 года округ Эгль состоит из 15 общин. Административный центр округа — город Эгль.
| Герб          | Название общины | Число жителей (чел.)(на 2017 год) | Площадь в км² |
| ------------- | --------------- | --------------------------------- | ------------- |
| Эгль          | Эгль            | 10 153                            | 16.41         |
| Бекс          | Бе              | 7 719                             | 96.56         |
| Шессель       | Шессель         | 403                               | 3.57          |
| Корберье      | Корберье        | 437                               | 21.99         |
| Грийон        | Грион           | 1 364                             | 15.22         |
| Лавей-Моркль  | Лаве-Моркль     | 926                               | 14.19         |
| Лейзен        | Лезен           | 4 023                             | 18.57         |
| Новилль       | Новилль         | 1 055                             | 10.32         |
| Оллон         | Оллон           | 7 494                             | 59.54         |
| Ормон-Дессу   | Ормон-Дессу́     | 1 117                             | 64.07         |
| Ormont-Dessus | Ормон-Дессю́     | 1 467                             | 61.65         |
| Ренназ        | Ренна           | 839                               | 2.19          |
| Рош           | Рош             | 1 650                             | 6.44          |
| Вильенёв      | Вильнёв         | 5 672                             | 32.04         |
| Иворн         | Иворн           | 1 057                             | 12.20         |
|               | Всего (15)      | 45 376                            | 434.85        |

## История
В течение всей истории своего существования, начиная с 1803 года, округ Эгль сохранял постоянную административную структуру и разделение на 15 общин. Лишь с 1 января 2008 эти 15 общин были объединены дополнительно в 5 районов (районы Эгль, Бекс, Ормон, Оллон и Вильнёв).